# 광주경찰서
광주경찰서(廣州警察署, Gwangju Police Station)는 경기도남부경찰청이 관할하는 경찰서 중 하나이다. 경기도 광주시 일대를 관할한다. 경기도 광주시 포돌이로 135 (탄벌동)에 위치하고 있다.
서장은 총경으로 보한다.

## 기본 정보
- 주소: 경기도 광주시 포돌이로 135 (탄벌동)
- 우편번호: 12749

## 관할 파출소 및 지구대
광주경찰서는 1개의 지구대와 8개의 파출소를 산하에 두고 있다.
| 명칭           | 사진 | 주소                      | 관할구역                                             | 치안센터 |
| -------------- | ---- | ------------------------- | ---------------------------------------------------- | -------- |
| 곤지암파출소   |      | 곤지암읍 곤지암로 36-1    | 곤지암읍                                             |          |
| 도척파출소     |      | 도척면 도척로 603         | 도척면                                               |          |
| 경안지구대     |      | 중앙로 137 (경안동)       | 경안동, 역동, 쌍령동, 목현동, 회덕동, 송정동, 탄벌동 |          |
| 남한산성파출소 |      | 남한산성면 남한산성로 757 | 남한산성면                                           |          |
| 초월파출소     |      | 초월읍 경충대로 1243      | 초월읍                                               |          |
| 오포동부파출소 |      | 오포로 869                | 오포2동                                              |          |
| 퇴촌파출소     |      | 퇴촌면 광동로 45          | 퇴촌면, 남종면                                       |          |
| 태전파출소     |      | 태봉로 46 (태전동)        | 삼동, 중대동, 태전동, 장지동, 목동, 직동             |          |
| 오포서부파출소 |      | 오포로171번길 1           | 오포1동, 신현동, 능평동                              |          |

## 같이 보기
- 경기도남부지방경찰청